# Bataille de Dover
 (novembre 2023).
Si vous disposez d'ouvrages ou d'articles de référence ou si vous connaissez des sites web de qualité traitant du thème abordé ici, merci de compléter l'article en donnant les références utiles à sa vérifiabilité et en les liant à la section « Notes et références ».
Guerre de Sécession
Batailles
Campagne de Tullahoma
- Dover
- Thompson's Station
- Vaught's Hill
- Brentwood
- 1re Franklin
- Hoover's Gap
- Liberty Gap

La bataille de Dover, aussi appelée seconde bataille de fort Donelson, est une bataille de la guerre de Sécession qui s'est déroulée le 3 février 1863, dans le comté de Stewart au Tennessee.

## Contexte
Fin janvier 1863, le major général confédéré Joseph Wheeler, commandant deux brigades de cavalerie, prend position sur la rivière Cumberland à Palmyra pour disloquer le commerce de l'Union. Les fédéraux, néanmoins, apprennent les intentions de Wheeler, s'abstiennent d'envoyer des bateaux en aval ou en amont. Incapable de rompre le trafic maritime de l'Union et réalisant que ses hommes et lui ne peuvent se maintenir indéfiniment dans la région, Wheeler décide d'attaquer la garnison à Dover, que les informateurs ont évalué de petite ampleur et qui pourrait être facilement emportée.

## Bataille
Les confédérés partent pour Dover et débutent une attaque entre 13 heures et 14 heures le 3 février 1863. Les 800 hommes de la garnison, sous le commandement du colonel Abner C. Harding (en), sont à l'intérieur et aux environs de la ville de Dover où ils ont choisi des camps qui permettent ce contrôler la région et ont placé des trous d'hommes et des emplacements de batterie. Les confédérés lancent une attaque déterminée en utilisant les tirs d'artillerie avec une grande efficacité, mais sont repoussés en subissant de lourdes pertes. À la tombée de la nuit, les deux camps manquent de munitions. Les confédérés étudient les défenses de l'Union et concluent que l'ennemi est trop bien placé pour pourvoir le capturer.

## Conséquences
La force de Wheeler se retire. Les fédéraux se lancent en vain à leur poursuite. Les confédérés ont échoué à briser le trafic maritime sur la rivière Cumberland et à capturer la garnison de Dover. Cet échec confédéré laisse à l'Union le contrôle du Tennessee central et un brigadier général Nathan Bedford Forrest amer qui dénonce Wheeler, un favori du général Braxton Bragg, disant qu'il ne servirait pas sous ses ordres une nouvelle fois.